# Mountain (municipalité rurale)
Pour les articles homonymes, voir Mountain.
Mountain est une municipalité rurale du Manitoba située à l'ouest de la province dans la région de Parkland. Le territoire de la municipalité consiste en deux parties séparées par la municipalité rurale de Minitonas. La population de la municipalité s'établissait à 1 104 personnes en 2011.

## Territoire
Les communautés suivantes sont comprises sur le territoire de la municipalité rurale:

### Partie Nord
- Bellsite
- Birch River
- Lenswood
- Mafeking
- Novra

#### Démographie
| 2001 | 2006 | 2011 | 2016 |
| ---- | ---- | ---- | ---- |
| 946  | 766  | 637  | 559  |

### Partie Sud
- Cowan
- Duck River
- Pine River
- Pulp River
- Sclater

## Démographie
| 2001 | 2006 | 2011 | 2016 |
| ---- | ---- | ---- | ---- |
| 643  | 570  | 467  | 419  |